# Аргоновый лазер

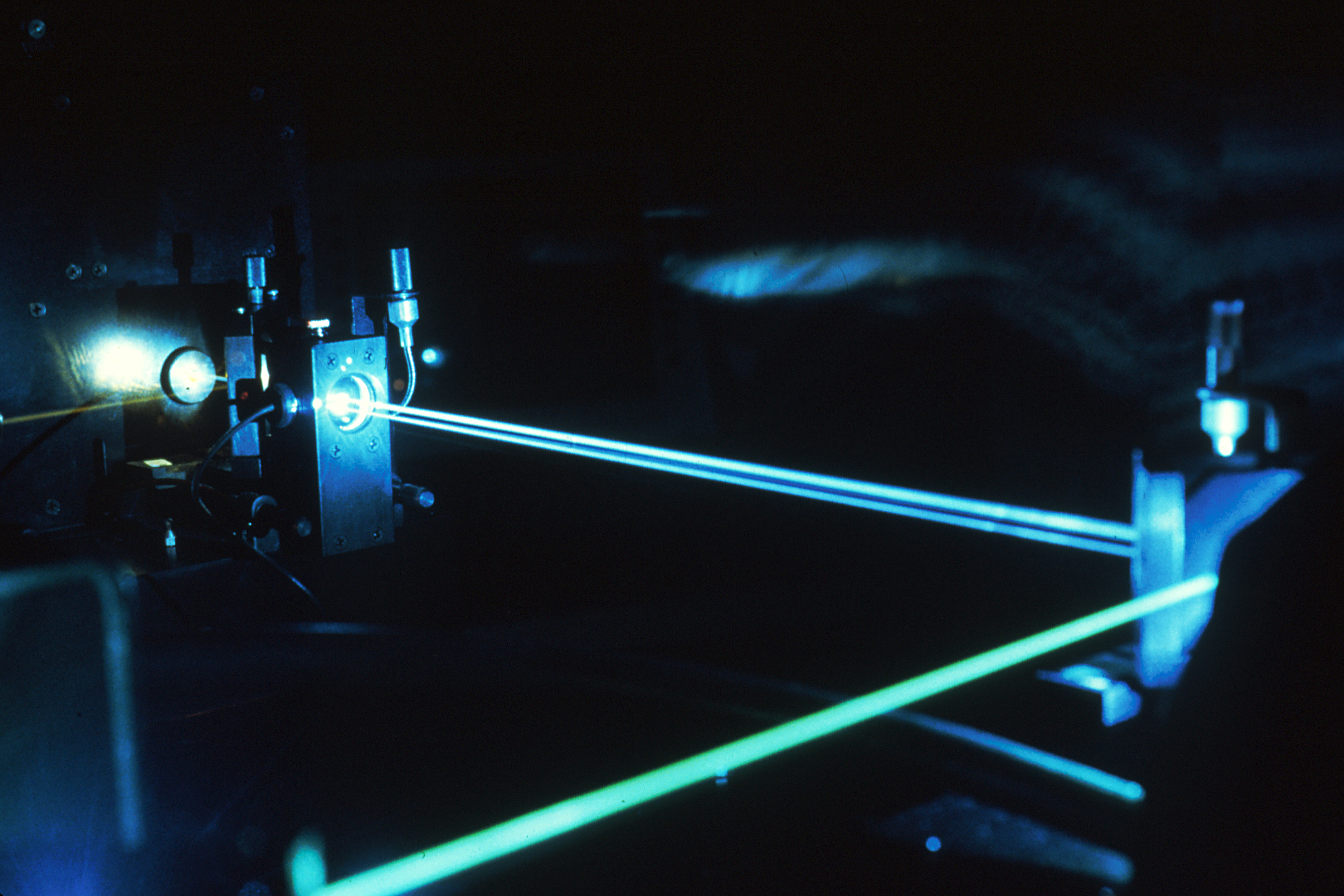
Излучение аргонового лазера на длинах волн 488 и 514 нм

Арго́новый ла́зер — ионный газовый лазер, который способен излучать свет с различными длинами волн в видимой и ультрафиолетовой областях. Это непрерывный лазер, мощность которого может достигать нескольких сотен ватт.
В апреле 1964 года Бриджес, Конверт и Беннет сообщили о возможности импульсной генерации в ионизованном аргоне, причём генерация была найдена на многих линиях (наиболее интенсивные 488, 514,5 и 476 нм). В мае 1964 года была получена непрерывная генерация в аргоне. К концу года были созданы лазеры мощностью 7 Вт в непрерывном режиме (на длине волны 488 нм).
В аргоновом лазере, как и во всех ионных лазерах, верхний уровень заселяется в результате двух последовательных соударений атома с электронами разряда. Первое столкновение ионизирует атом, а второе возбуждает ион. Таким образом, процесс создания инверсии является двухступенчатым, и для его осуществления требуется высокая плотность тока в разряде. При таком токе стенки разрядной трубки быстро разрушаются, поэтому параллельно оси трубки прикладывают постоянное магнитное поле, которое удерживает разряд около оси резонатора. Давление газа в газоразрядной трубке составляет около 0,1 Торр. Из-за высокой плотности тока и низкого давления выделяется значительное количество тепла, поэтому аргоновые лазеры требуют систему охлаждения (обычно используется водная). Для получения монохроматического излучения в аргоновом лазере необходимо ввести внутрь оптического резонатора дисперсионный элемент, в противном случае происходит одновременная генерация нескольких спектральных линий.
Аргоновый лазер имеет около 25 линий в видимом диапазоне (от 408,9 нм до 686,1 нм) и более 10 линий в ультрафиолетовом (от 275 до 363,8 нм), однако наиболее сильную интенсивность имеют линии на 488 и 514,5 нм.
Используется в лазерных принтерах, хирургии.